# Сел (река)
Сел (фр. Seulles) је река у Француској. Дуга је 72 km. Улива се у Ламанш. 